# Toneelgroep Noorder Compagnie
Toneelgroep De Noorder Compagnie was van 1967 tot 1980 een toneelgezelschap uit Drachten.
De artistieke leiding was in handen van de oprichters Jaap Maarleveld en zijn echtgenote Manon Alving. De zakelijke leiding lag in de beginjaren bij Jan A. de la Mar. Bekende acteurs van dit gezelschap waren onder anderen Robert Sobels, Diny de Neef, Joop Hart, Ad Noyons, Sacco van der Made, Fiet Dekker, Babette Mulder, Rutger Hauer, Peter Tuinman, Pieter Groenier en Joop Wittermans. Gast-acteurs waren onder anderen Ton Lensink, Maxim Hamel, Cor van den Brink, Elisabeth Versluys, Jan Teulings en Peter Aryans. In 1980 werd het toneelgezelschap opgeheven.